# Tansen (Nepal)
Tansen (nep. तानसेन)  – miasto w środkowo-południowym Nepalu; w prowincji numer 5. Według danych szacunkowych na rok 2011 liczyło 31 161 mieszkańców .